# Cantó de Rouen-5
El cantó de Rouen-5 és un cantó francès del departament del Sena Marítim, situat al districte de Rouen. Compta amb part del municipi de Rouen.

## Municipis
- Rouen (barris de Chatelet, Jouvenet i Les Sapins)

## Història
| Data d'elecció                           | Identitat            | Partit        | Qualitat |
| ---------------------------------------- | -------------------- | ------------- | -------- |
| 1945-1955                                | M. Lemoine           | Divers droite |          |
| 1955-1967                                | M. Lemmonier-Leblanc | MRP           |          |
| 1967-1973                                | M. Blaiset           | RI            |          |
| 1973-197.                                | M. Salomon           | CD            |          |
| 197.-1979                                | Jean-Pierre Blaisot  | UDF-CDS       |          |
| 1979-1985                                | Jean-Marie Panier    | PS            |          |
| 1985-1998                                | Raymonde Bestaux     | UDF-CDS       |          |
| 1998-2004                                | Richard Picot        | Divers droite |          |
| 2004-2008                                | Valérie Fourneyron   | PS            |          |
| 2008-                                    | Christine Rambaud    | PS            |          |
| les dades anteriors no són pas conegudes |                      |               |          |
|                                          |                      |               |          |